# Victoria Sketch Club
De Victoria Sketch Club is een Canadese kunstvereniging. Het is de oudste Canadese kunstorganisatie ten westen van Ontario.
De vereniging werd in 1909 opgericht als The Island Arts Club. Onder de originele 56 leden waren onder anderen Emily Carr, Samuel Maclure en Josephine Crease. De doelen van de vereniging waren om kunstenaars en kunstliefhebbers samen te brengen, om publieke tentoonstellingen voor kunst en handwerk te organiseren en om de algemene interesse in kunst te vergroten. In 1912 werd de vereniging omgedoopt tot de Island Arts and Crafts Society. De meeste originele leden waren immigranten uit het Verenigd Koninkrijk die interesse hadden in het vastleggen van het lokale landschap. In 1952 veranderde de vereniging wederom van naam. Ditmaal werd de naam The Sketch Club en met de naam van de vestigingsplaats gecombineerd tot Victoria Sketch Club. De vereniging houdt nog steeds elk jaar een tentoonstelling van de kunst van haar leden.
In 2009 opende het Maltwood Art Museum and Gallery een terugblik met de naam Rebels and Realists: 100 Years of the Victoria Sketch Club.

## Belangrijke leden
- Emily Carr
- Samuel Maclure
- Jack Shadbolt
- Max Maynard
- Ted Harrison
- Ina Uhthoff
- Katharine Maltwood
- Stella Langdale
- Sarah Lindley Crease
- Thomas Fripp
- Edythe Hembroff
- Margaret Kitto
- Sophie Pemberton